# 狄克遜峰
狄克遜峰（英語：Dixon Peak），是南極洲的山峰，位於南喬治亞群島，處於帕里亞丁角以北2公里的帕里亞金嶺南端，海拔高度420米，在1963年由英國南極名稱諮詢委員所命名，由英國海外領土管轄。